# Jadanakatte, Jagalur
Jadanakatte là một làng thuộc tehsil Jagalur, huyện Davanagere, bang Karnataka, Ấn Độ.